# Trollsjön (Värmdö socken, Uppland)
Trollsjön är en sjö i Värmdö kommun i Uppland och ingår i Norrström-Tyresåns kustområde.